# Banka Jahav
Banka Jahav (hebrejsky: בנק יהב, Bank Jahav, plným jménem Banka Jahav le-ovdej ha-medina, בנק יהב לעובדי המדינה, Bank Jahav le-ovdej ha-medina, doslova Banka Jahav pro státní zaměstnance) je izraelská banka, kterou ovládá Banka Mizrachi-Tfachot.

## Popis
Byla založena roku 1954 jako specializovaný finanční ústav zaměřený na poskytování bankovních služeb pro státní zaměstnance. Později došlo k její částečné privatizaci a 50% podíl v ní drží Banka Mizrachi-Tfachot, zatímco zbylý podíl ovládá stát a zaměstnanecké organizace.
Podle dat z roku 2010 byla Banka Jahav devátým největším bankovním ústavem v Izraeli podle výše celkových aktiv. Ovšem není považována za majetkově samostatného hráče na trhu a patří do skupiny Banky Mizrachi-Tfachot, která je čtvrtou největší izraelskou bankou.